# Adolf Laule
Adolf Laule (* 19. Dezember 1888 in Neckargemund; † 8. Januar 1964 in Wuppertal-Elberfeld) war ein deutscher Generalleutnant der Luftwaffe der Wehrmacht und Angeklagter der Leipziger Prozesse.

## Leben
Adolf Laule trat am 11. Mai 1911 in das kaiserliche Heer ein und wurde am 22. Mai 1912 zum Leutnant ernannt. Nach Ausbruch des Ersten Weltkrieges diente er als Kompanieführer im 4. Badischen Infanterie-Regiment „Prinz Wilhelm“ Nr. 112 und ermordete im August 1914 den französischen Hauptmann Migat durch einen Revolverschuss. Nach Kriegsende wurde er erfolglos als Oberleutnant in den Leipziger Prozessen angeklagt.
In der Nachkriegszeit wechselte er in den Polizeidienst und war dort zuletzt Polizeioberstleutnant. Nach Machtübernahme der Nationalsozialisten wurde er am 1. Oktober 1936 als Ergänzungsoffizier im Rang eines Majors bei der Luftwaffe angestellt und studierte die nächsten Jahre Moderne Sprachen an der Universität Heidelberg. Dabei wurde er am 1. Juli 1937 als Oberstleutnant endgültig in die Luftwaffe übernommen, wobei er dort als Lehrer an der Waffenmeisterschule der Luftwaffe in Halle (Saale) fungierte. Am 1. August 1938 wurde er dabei zum Oberst befördert. Er wurde am 1. Mai 1939 zum Kommandeur der Gasschutzschule der Luftwaffe in Berlin-Kladow ernannt und in dieser Eigenschaft am 1. Juni 1941 zum Generalmajor befördert. Nachdem er kurzzeitig entlassen worden war, diente er ab dem 4. März 1943 in seiner Stellung als Kommandeur der Gasschutzschule und als Höherer Kommandeur für Truppengasschutz. Am 1. September 1943 wurde er noch zum Generalleutnant befördert und geriet am 11. Mai 1945 in US-amerikanische Kriegsgefangenschaft, aus der er am 20. April 1947 entlassen wurde.